# Ceylonskriktrast
Ceylonskriktrast (Argya rufescens) är en fågel i familjen fnittertrastar som enbart förekommer på Sri Lanka.

## Utseende
Ceylonskriktrasten är en medelstor (25 cm), rost- eller kastanjebrun skriktrast med orangegul näbb och gula ben. Den är gråaktig på hjässa och nacke.

## Utbredning och systematik
Fågeln förekommer enbart i regnskog i Sri Lanka. Den behandlas som monotypisk, det vill säga att den inte delas in i några underarter.

### Släktestillhörighet
Ceylonskriktrast skriktrast placeras traditionellt i släktet Turdoides. DNA-studier visar dock dels att skriktrastarna kan delas in i två grupper som skilde sig åt för hela tio miljoner år sedan, dels att även de afrikanska släktena Phyllanthus och Kupeornis är en del av komplexet. Idag delas därför vanligen Turdoides upp i två släkten, å ena sidan övervägande asiatiska och nordafrikanska arter i släktet Argya, däribland ceylonskriktrast, å andra sidan övriga arter, alla förekommande i Afrika söder om Sahara, i Turdoides i begränsad mening men inkluderande Phyllanthus och Kupeornis.

## Levnadssätt
Ceylonskriktrasten hittas i regnskog och tät djungel, oftast i urskog och endast tillfälligtvis i ungskog. Den har påträffats upp till 2100 meters höjd. Födan består av insekter, men också bär. Den ses i högljudda grupper med mellan sex och tolv fåglar, ibland långt fler och även i artblandade flockar. Fågeln häckar mellan mars och maj. Den lägger två till tre djupblå ägg i ett bo som placeras dolt i ett träd.

## Status
Ceylonskriktrasten har ett litet och krympande utbredningsområde. Den är fortfarande vanligt förekommande, men internationella naturvårdsunionen IUCN noterar att dess utveckling bör bevakas. Den kategoriseras för närvarande som livskraftig.